# HMAS Balikpapan (1971)
HMAS Balikpapan (L 126) – australijski okręt desantowy należący do typu Balikpapan.  Budowę okrętu rozpoczęto w stoczni Walkers Limited w Maryborough w maju 1971, jednostka została zwodowana 15 sierpnia 1971, 8 grudnia tego roku okręt wszedł do służby Armii Australijskiej w służbie Water Transport, we wrześniu 1974 „Balikpapan” został przekazany Marynarce Wojennej.
Okręt został wycofany ze służby 18 grudnia 2012.